# Robert Coover
Robert Lowell Coover (Charles City, 1932. február 4. – Warwick, 2024. október 5.) amerikai regényíró, novellaíró, a Brown Egyetem T. B. Stowell irodalmi professzor emeritusa volt, általában a fabuláció és a metafikció írójának tartják. Az elektronikus irodalom híve lett, és az Elektronikus Irodalmi Szervezet egyik alapítója volt.

## Háttere
Coover az iowai Charles Cityben született. A carbondale-i Southern Illinois University-re járt, 1953-ban az Indianai Egyetemen Bloomingtonban szlavisztikából szerzett diplomát, majd 1953 és 1957 között az Egyesült Államok haditengerészeténél szolgált, ahol hadnagy lett. A Chicagói Egyetemen 1965-ben általános bölcsészettudományi diplomát szerzett. 1968-ban aláírta az „Írók és szerkesztők háborús adótiltakozása” fogadalmat, amelyben megfogadta, hogy a vietnámi háború elleni tiltakozásul megtagadja az adófizetést. Számos egyetemen szolgált tanárként vagy írói rezidensként. A Brown Egyetemen 1981 és 2012 között tanított.

## Irodalmi pályafutása
Coover első regénye a The Origin of the Brunists volt, amelyben egy bányakatasztrófa egyetlen túlélője vallási szektát alapít. Második könyve, a The Universal Baseball Association, Inc., J. Henry Waugh, Prop. című regénye az alkotó szerepével foglalkozik. A címszereplő Waugh, egy félénk, magányos könyvelő, létrehoz egy baseball-játékot, amelyben a kockadobás határozza meg az egyes játékokat, és játékosokat álmodik meg, akikhez ezeket az eredményeket hozzákapcsolja.
Coover 1969-ben megjelent Pricksongs and Descants című novelláskötete tartalmazza a „The Babysitter” című híres metafikciós történetet, amelyből 1995-ben Guy Ferland rendezésében az azonos című film is készült.
Legismertebb műve, a The Public Burning Julius és Ethel Rosenberg ügyét dolgozza fel a mágikus realizmusnak is nevezett módon. A könyv felét a mesék mitikus hősének, Samu bácsinak szenteli, és a szintén fantasztikus Fantommal foglalkozik, aki a nemzetközi kommunizmust képviseli. A váltakozó fejezetek Richard Nixon erőfeszítéseit mutatják be, hogy a Rosenbergék kivégzését nyilvános eseményként rendezzék meg a Times Square-en. Ahogy Thomas R. Edwards kritikus írta a The New York Timesban: „Meglepő módon Nixon a legérdekesebb és legszimpatikusabb szereplője a történetnek”.
Coover 1982-es kisregénye, a Spanking the Maid az egyik kedvence maradt; egy interjúban arra a kérdésre, hogy „Melyik könyveddel jutsz a mennyországba?”, Coover azt válaszolta: „Spanking the Maid.”. Isten nagyon szereti a szado-mazo-t.” Egy későbbi novella, a Whatever Happened to Gloomy Gus of the Chicago Bears (1987) egy alternatív Nixont mutat be, aki ugyanolyan kitartóan hódol a futballnak és a szexnek, mint amilyen kitartóan ebben a valóságban a politikai sikerekért küzdött. Az A Night at the Movies (Egy éjszaka a moziban) című tematikus antológia tartalmazza a „You Must Remember This” című történetet, amely a Casablancáról szól, és explicit leírást tartalmaz arról, hogy mit csinált Rick és Ilsa, amikor a kamera nem rájuk szegeződött. A Pinocchio in Venice (Pinokkió Velencében) visszatér a mitikus témákhoz.
1987-ben elnyerte a Rea-díjat a novelláért. 2021-ben Coover Art Spiegelmannal együttműködve kiadta a Street Cop-ot.

## Elektronikus irodalom

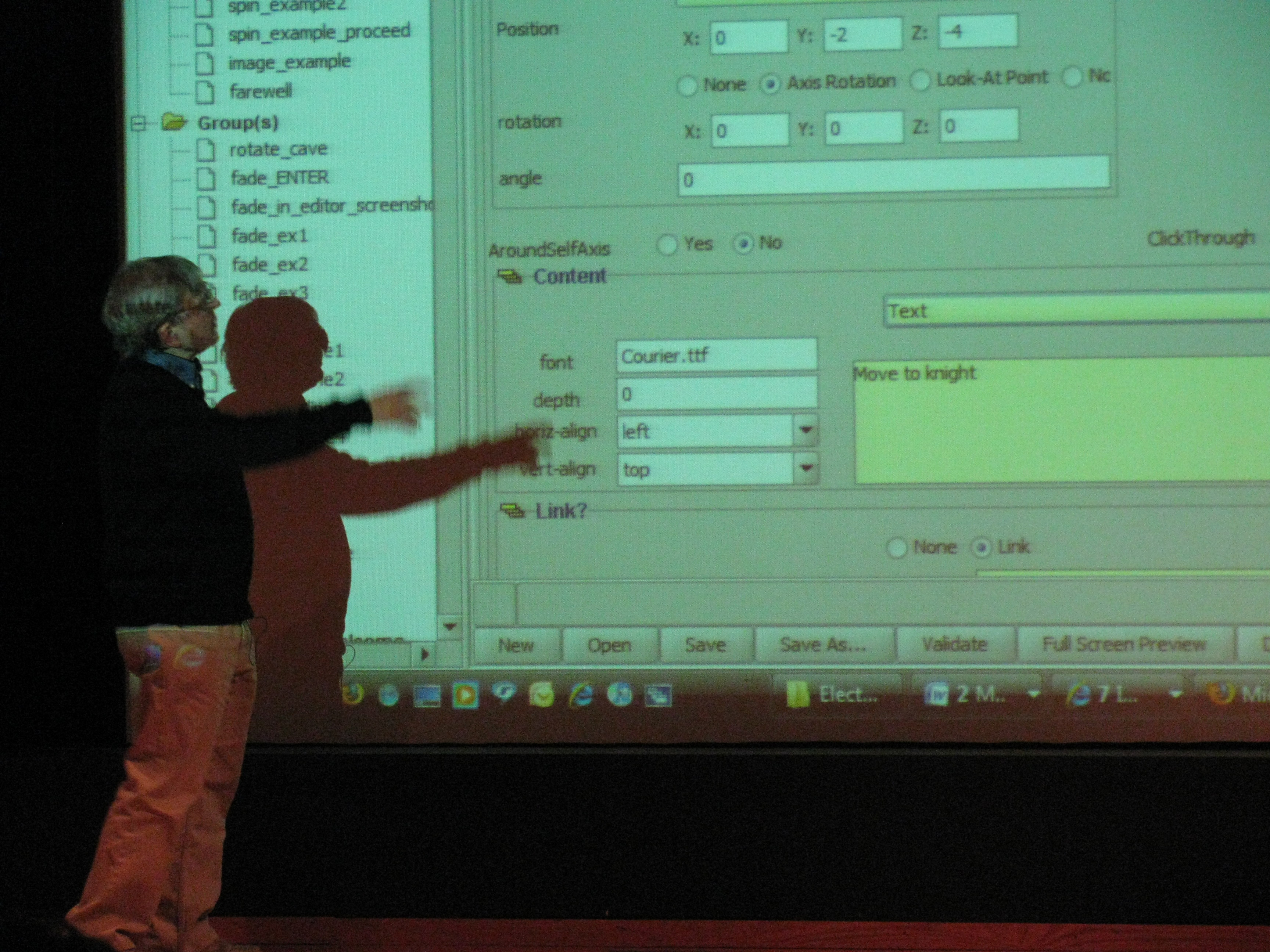
Coover bemutatja a „CaveWriting” szoftvert

Coover a korai elektronikus irodalom támogatója volt, és az Electronic Literature Organization egyik alapítója. Elektronikus irodalmat tanított a Brown Egyetemen, és olyan rendezvényeket szervezett, mint az 1999-ben a Brownon megrendezett Technology Platforms for 21st Century Literature (TP21CL). 1992-ben a The New York Timesban publikálta „The End of Books” (A könyvek vége) című esszéjét, amellyel talán először hívta fel a mainstream közönség figyelmét az új műfajra. A „ma már hírhedt” esszé „felforgatta az irodalmi életet, és a regény közelgő végét hirdette”. Az elektronikus irodalom számos kutatója hivatkozik az esszére, például J. Yellowlees Douglas a The End of Books–Or Books Without End? Reading Interactive Narratives című könyvének címében. 1993-ban Coover egy második, az elektronikus irodalomról szóló esszét is publikált a New York Timesban „Hyperfiction: Novels for the Computer” (Hiperfikció: Regények a számítógép számára) címmel.
Coover alapította a Brown Egyetemen a digitális nyelvművészet MFA-programját, és segített az elektronikus irodalom íróinak sorát az egyetemre hozni, köztük John Cayley-t, Talan Memmottot, Noah Wardrip-Fruint, William Gillespie-t, és Samantha Gormant. Talan Memmott volt a Brown Egyetem első diplomás elektronikus író ösztöndíjasa.

## Magánélete és halála
Coover felesége az ismert tűvarró művész, Pilar Sans Coover volt. Három gyermekük született, köztük Sara Caldwell és Roderick Coover.
Coover 2024. október 5-én, 92 éves korában halt meg az angliai Warwickban, egy idősek otthonában.

## Bibliográfia

### Regények
- The Origin of the Brunists (1966)
- The Universal Baseball Association, Inc., J. Henry Waugh, Prop. (1968)
- A Political Fable (1968); reprinted as The Cat in the Hat for President: A Fable (2018)
- The Public Burning (1977)
- Spanking the Maid (1982)
- Gerald's Party (1986)
- Whatever Happened to Gloomy Gus of the Chicago Bears? (1987)
- Pinocchio in Venice (1991)
- Dr. Chen's Amazing Adventure (1991)
- John's Wife (1996)
- Briar Rose (1996)
- Ghost Town (1998)
- The Adventures of Lucky Pierre: Director's Cut (2002)
- The Grand Hotels (of Joseph Cornell) (2002)
- Stepmother (2004)
- Noir (2010)
- The Brunist Day of Wrath (2014)
- Huck Out West (2017)
- The Enchanted Prince (2018)
- Street Cop (with Art Spiegelman) (2021)
- Open House (2023)

Gyűjtemények
- Pricksongs & Descants (angol nyelven). Pan Books (1973. március 25.). ISBN 978-0-330-23445-0. OCLC 13574854
- In Bed One Night & Other Brief Encounters 1983. ISBN 978-0-930-90116-5, OCLC 9324622
- A Night at the Movies, Or, You Must Remember this: Fictions (angol nyelven). Dalkey Archive Press (1992. március 25.). ISBN 978-1-56478-160-4. OCLC 963881191
- A Child Again (angol nyelven). McSweeney's Books (2005. március 25.). ISBN 978-1-932416-22-0. OCLC 62101906
- Going For a Beer: Selected Short Fictions (angol nyelven). W. W. Norton & Company (2018. március 25.). ISBN 978-0-393-60847-2. OCLC 1439601163

Gyűjtetlen történetek
- “Blackdamp.” Noble Savage, no. 4 (October 1961), 218–29.
- “The Square Shooter and the Saint: A Story about Jerusalem.” Evergreen Review, no. 25 (July/August 1962): 92–101.
- “Dinner with the King of England.” Evergreen Review, no. 27 (November/December 1962): 110–18.
- “D.D. Baby.” Cavalier, July 1963, 53–56, 93.
- “Neighbours.” Argosy (UK), January 1966, 129–33.
- “Letter from Patmos.” Quarterly Review of Literature, no. 16, 1969, 29–31.
- “That the Door Opened.” Quarterly Review of Literature, no. 16, 1969, 311–17.
- “The Reunion.” Iowa Review 1.4 (Fall 1970): 64–67.
- “Party Talk: Unheard Conversation at Gerald’s Party. Fiction International 18.2 (Spring 1990): 187–203.
- “A Sudden Story.” TriQuarterly, no. 78, Spring/Summer 1990, 396.
- “Touch.” Paris Review 40.149 (Winter 1998): 155–59.
- “The Photographer.” Fence Magazine 2.2 (Fall/Winter 1999–2000): 30–41.
- “On Mrs. Willie Masters.” Review of Contemporary Fiction 24.3 (Fall 2004): 10–23.
- “Ten Minutes in the Orxatería La Valenciana.” Storie, Afternoon Anthology, no. 42/43, 2008, 227.
- “Red-Hot Ruby.” Conjunctions, no. 50, Spring 2008, 450–69.
- "The Case of the Severed Hand." Harper's Magazine, June 2008.
- "White-Bread Jesus". Harper's Magazine, December 2008.
- "The War Between Sylvania and Freedonia." Harper’s Magazine, July 2010, 62–66.
- "An Encounter". Fortnightly Review, 2010.
- "The Old Man".Fortnightly Review, 2011.
- “The Box.” Conjunctions, no. 56, Spring 2011, 221–27.
- "Matinée". New Yorker, July 25, 2011, 67–71.
- "Vampire". Granta, October 21, 2011.
- "The Colonel’s Daughter". New Yorker, September 2, 2013.
- "The Frog Prince". New Yorker, January 27, 2014.
- "The Waitress". New Yorker, May 19, 2014.
- "The Crabapple Tree". New Yorker, January 12, 2015.
- "The Hanging of the Schoolmarm". New Yorker, November 28, 2016.
- "The Wall". Conjunctions, no. 68, Spring 2017.
- "The Boss". New Yorker, August 2, 2017.
- "M*rphed". Granta, October 20, 2017.
- "Treatments". New Yorker, April 30, 2018.
- "Hulk". Granta, June 10, 2019.
- "Citizen Punch". New Yorker, July 18, 2019.

### Színdarabok
- The Kid (1970)[37]
- Love Scene (1971)[37]
- Rip Awake (1972)[37]
- A Theological Position (1972, ISBN 9780525216001)[37]

### Egyéb
- The Water Pourer (1972) An unpublished chapter from The Origin of the Brunists, signed by author and limited to 300 copies. 22 pages.
- „The End of Books”, The New York Times , 1992. június 21.  (essay)
- "The Bad Book". On the Bible

### Magyarul megjelent
- Az utolsó ítélet West Condonban. Regény (The origin of the Brunists); utószó: Abádi Nagy Zoltán; Európa, Budapest, 1980 · ISBN 9630719657 · Fordította: Gy. Horváth László

## Díjak és kitüntetések
- 1967 William Faulkner Foundation Award(wd) for notable first novel for The Origin of the Brunists[38]
- 1987 Rea Award for the Short Story(wd)[18]

## Lásd még
- Digitális költészet

## Fordítás
- Ez a szócikk részben vagy egészben  a   Robert Coover című angol Wikipédia-szócikk fordításán alapul.  Az eredeti cikk szerkesztőit annak laptörténete sorolja fel. Ez a jelzés csupán a megfogalmazás eredetét és a szerzői jogokat jelzi, nem szolgál a cikkben szereplő információk forrásmegjelöléseként.